# 매스티지
매스티지(Masstige, prestige for the masses, 대중명품)는 Mass(대중)와 Prestige Product(명품)을 조합한 신조어로, 마이클 실버스타인과 닐 피스케가 2003년에 공동으로 지은 저서 《트레이딩 업: 새로운 미국의 명품》(Trading Up: The New American Luxury)과 미국의 경제 잡지 하버드 비즈니스 리뷰에 올린 대중을 위한 명품(Luxury for the Masses)이라는 기사를 통해 대중화시킨 마케팅 용어이다.
매스티지는 럭셔리 혹은 프리미엄 제품으로 간주되며, 중급 시장과 초고가 시장 사이를 채우는 가격대를 보이고 있다. 마이클 실버스타인과 닐 피스케는 매스티지에 대한 여러 사례를 제시하기도 했다.
- 1온스당  $0.30에 판매되고 있는 다른 로션들과 달리 1온스당 $1.13에 판매되고 있는 배쓰 앤 바디 웍스 로션.
- 프리미엄 브랜드로 간주되지만 초고가 브랜드에 비해 훨씬 저렴한 가격에 널리 구입 가능한 포터리반 하우스 웨어.
- 평균 2달러 정도였던 와인 시장에 5달러의 제품들을 가지고 진입한 캔달 잭슨.
- 포르쉐 박스터

## 문화 사회적 배경
몇 가지 사회적, 문화적인 변화가 이러한 새로운 명품의 대중화를 설명하고 있다. 또한 미국의 미래학자이자 사회 트렌드 분석가인 페이스 팝콘(Faith Popcorn)은 '자신을 위해서 약간의 방종과 약간의 사치를 허락한다'는 의미에서 이를 탐닉의 트렌드로 볼 수 있다고 주장하기도 했다.
- 가구 규모의 축소와 가구당 수입 규모의 증대
- 대중들의 선호 제품에 대한 관심 증가
- 라이프 스타일을 홍보하는 대중 잡지의 인기
- 가정과 직장에서의 스트레스 증가

미국 보스턴 컨설팅 그룹의 2002년 11월 보고서에 따르면 이러한 매스티지를 좋아하는 소비자는 일반적인 제품의 가격보다 최고 10배까지도 지불할 용의가 있다고 한다.

## 특징
매스티지 제품의 특징은 비교적 고가이면서 대량 생산이 가능해 합리적인 가격으로 명품의 이미지를 갖췄다는 것이다. 이 때문에 소비층에게 동질감과 개인적 자긍심을 줄 수 있다. 원래 명품 브랜드에서 대중적인 서브 브랜드를 내놓는 방식이 많다. 예를 들어, 명품 브랜드 프라다의 하위 브랜드인 미우미우, 아르마니의 대중적 브랜드 아르마니 익스체인지, 그리고 포르쉐에서 만든 포르쉐 박스터와 같은 제품 등이다. 한편 중저가만 존재하던 시장에서 더 높은 감성적 품질 만족으로 고급품의 취급을 받게 되는 경우가 있는데, 스타벅스와 같은 커피 전문점, 천연 화장품 업체인 바디샵 등도 이러한 매스티지로 여겨진다. 또 하나는 소위 디자이너 브랜드라고 불리는 것으로 어떤 디자이너의 이름을 걸고 만들어진 브랜드로 뚜렷한 개성을 가지는 것이 특징이다.

## 마케팅에 미치는 효과
이러한 매스티지의 트렌드는 싼 제품으로 승부하고 막대한 광고료로 대중적 인지도를 높여서 마케팅을 펼치는 기존의 방법과는 뚜렷한 대비를 보여 주고 있다. 이러한 브랜드 경험은 새로운 경험 디자인 전략이 필요하게 만들었다. 또한 기업 입장에서 과거의 최고급 명품들이 수익 구조상 큰 매출을 기대하기 힘들었지만 새로운 매스티지 제품은 대중품 이상의 고수익을 올릴 수 있어 매력적이다.

## 같이 보기
- 호화 상품

## 참고 서적
- "Luxury for the Masses", Harvard Business Review April 2003 Vol.81, Iss. 4, Michael J Silverstein, Neil Fiske